# Forcipomyia maculatus
Forcipomyia maculatus är en tvåvingeart som beskrevs av Liu, Ge och Liu 1996. Forcipomyia maculatus ingår i släktet Forcipomyia och familjen svidknott.
Artens utbredningsområde är Hainan (Kina). Inga underarter finns listade i Catalogue of Life.